# Zenn

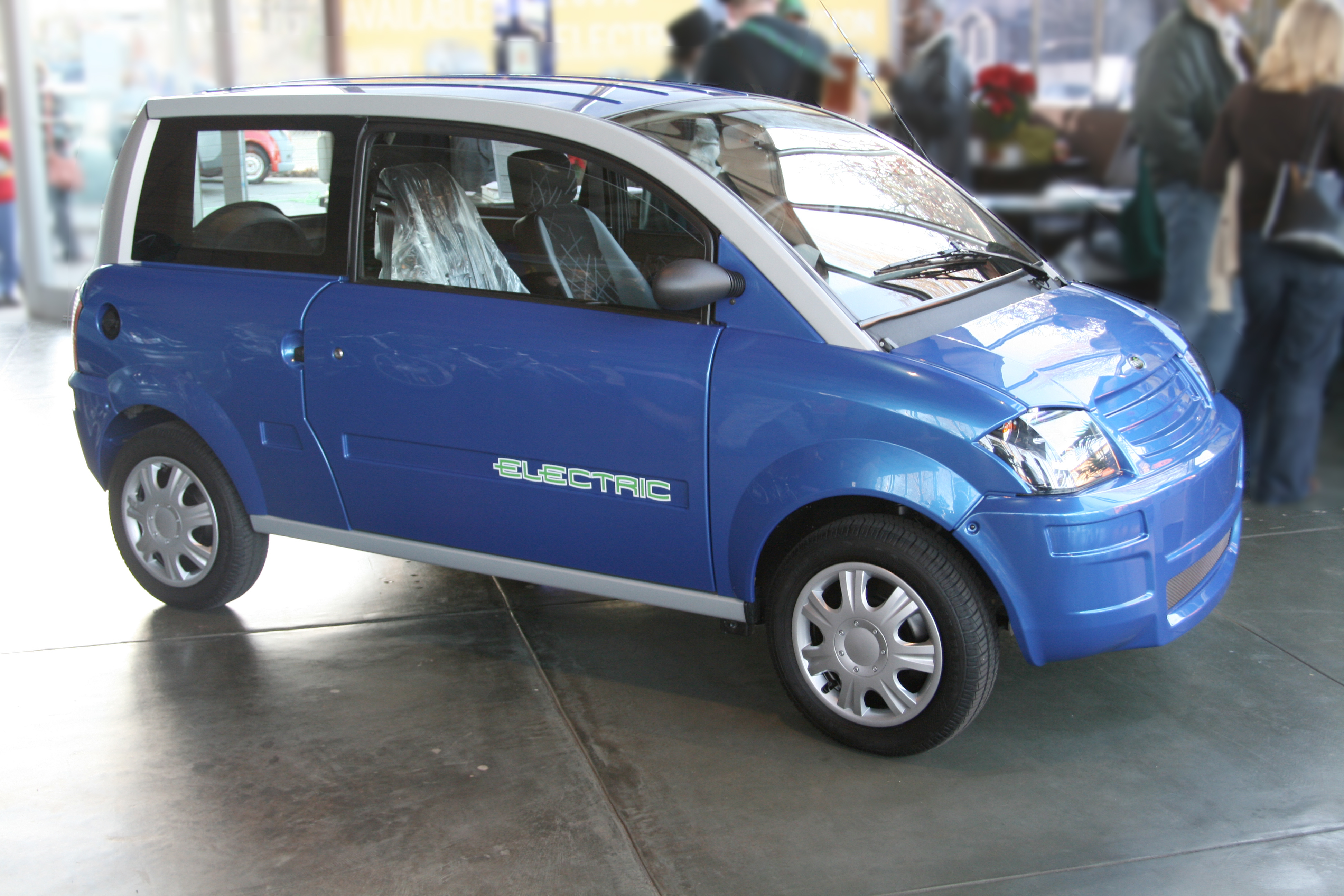
ZENN NEV lors du Green Motors ZENN introduction à Berkeley (Californie) (2007).

La ZENN (Zero Emission, No Noise) est une voiture électrique produite au Canada par ZENN Motor Company (en) entre 2006 et 2010. Elle utilisait des  batteries d'Hydro-Quebec et une carrosserie de Microcar, une compagnie française produisant déjà ce type de véhicule pour l'Eurasie. La ZENN était un véhicule électrique de quartier (NEV) d'une autonomie de 40 km et ne dépassant pas 40 km/h. Sa carrosserie était en plastique et elle n'avait aucun coussin gonflable. Jugée insuffisamment sûre, elle s'est vendue à moins de 500 exemplaires avant l'abandon du projet en Amérique du Nord. 